# Большая Росомашья
Больша́я Росома́шья (также Большая Рассомашья, Большая Россомашья) — река в Таймырском Долгано-Ненецком районе Красноярского края России, левый приток Хеты. Длина реки — 167 км, площадь водосборного бассейна — 1720 км².
Река берёт начало в Северо-Сибирской низменности к югу от озера Лабаз, на высоте более 62 м над уровнем моря. В верховьях течёт преимущественно в западном направлении, которое последовательно меняется на южное, восточное и юго-восточное. В среднем течении русло расширяется до 30 м. В бассейне ландшафт представляет собой лесотундру с преобладанием лиственницы, большое число некрупных озёр. Река активно меандрирует. Впадает в Хету слева в 69 км от ее устья, выше впадания Малой Росомашьей, на высоте 2 м над уровнем моря. В нижнем течении ширина русла 67 м при глубине 2 м, скорость течения в низовьях — 0,3 м/с.

## Основные притоки
Указаны поименованные притоки длиной 30 км и более.
| Название    | Расстояние от устья | Длина | Положение |
| ----------- | ------------------- | ----- | --------- |
| Тамулда     | 41                  | 37    | левый     |
| Уораннах    | 75                  | 42    | левый     |
| Мастах-Юрях | 82                  | 53    | правый    |
| Старая      | 131                 | 44    | правый    |

## Данные водного реестра
По данным государственного водного реестра России и геоинформационной системы водохозяйственного районирования территории РФ, подготовленной Федеральным агентством водных ресурсов:
- Бассейновый округ — Енисейский
- Речной бассейн — Хатанга
- Речной подбассейн — Хета
- Водохозяйственный участок — Хета
- Код объекта в государственном водном реестре — 17040100112117600027843[5].